# Bravuogn
Bravuogn (nom en romanx, en alemany és Bergün i oficialment Bergün/Bravuogn) és un municipi del cantó dels Grisons (Suïssa), situat al districte d'Albula.

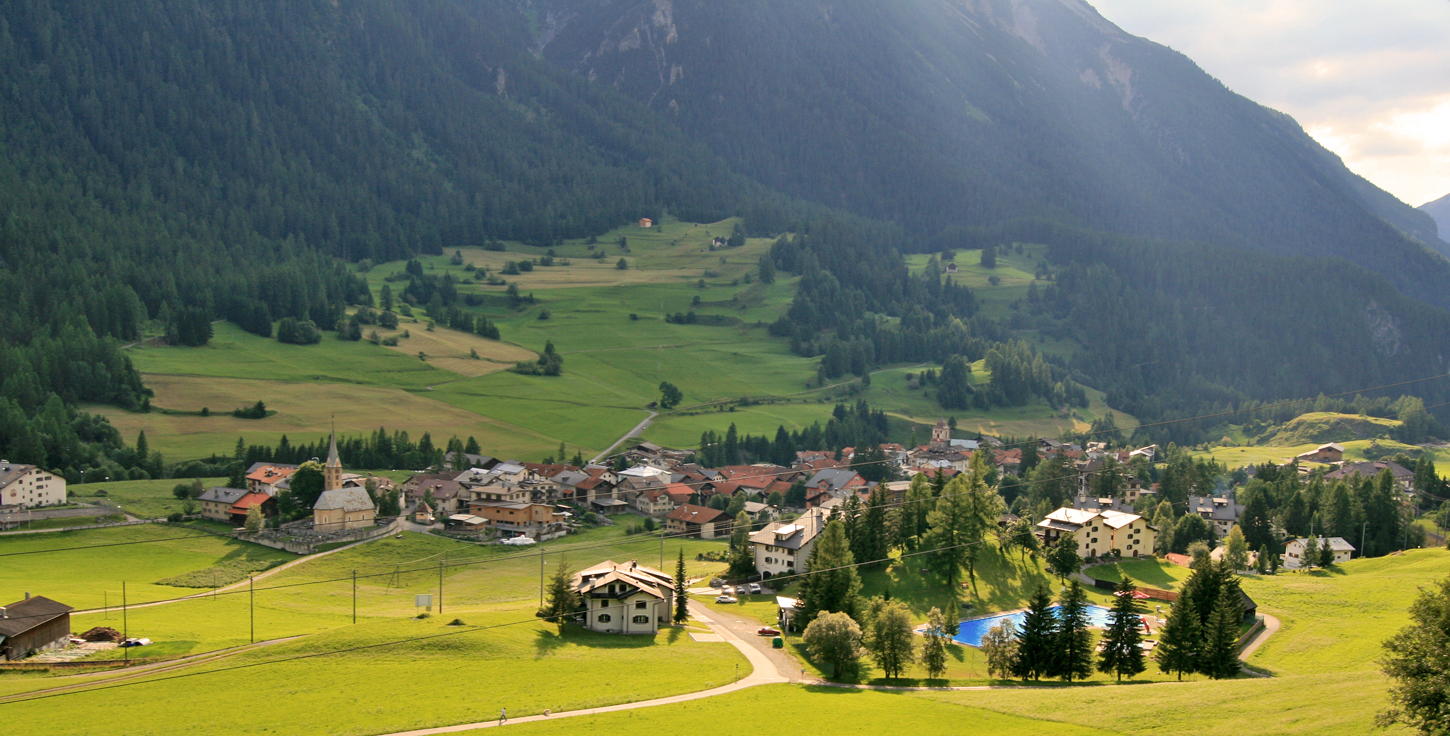
Vista general